# Vlag van Noordlaren

Dorpsvlag van Noordlaren

De vlag van Noordlaren werd in 2008 door het Nederlandse dorp Noordlaren in gebruik genomen.
In 2008 werd in kader van het dorpsfeest een dorpsvlag ontworpen met de kleuren groen (Noordlaarderbos), blauw (Zuidlaardermeer), het kruis uit de vlag van de provincie Groningen, korenmolen De Korenschoof, het hunebed G1 en de Bartholomeüskerk.

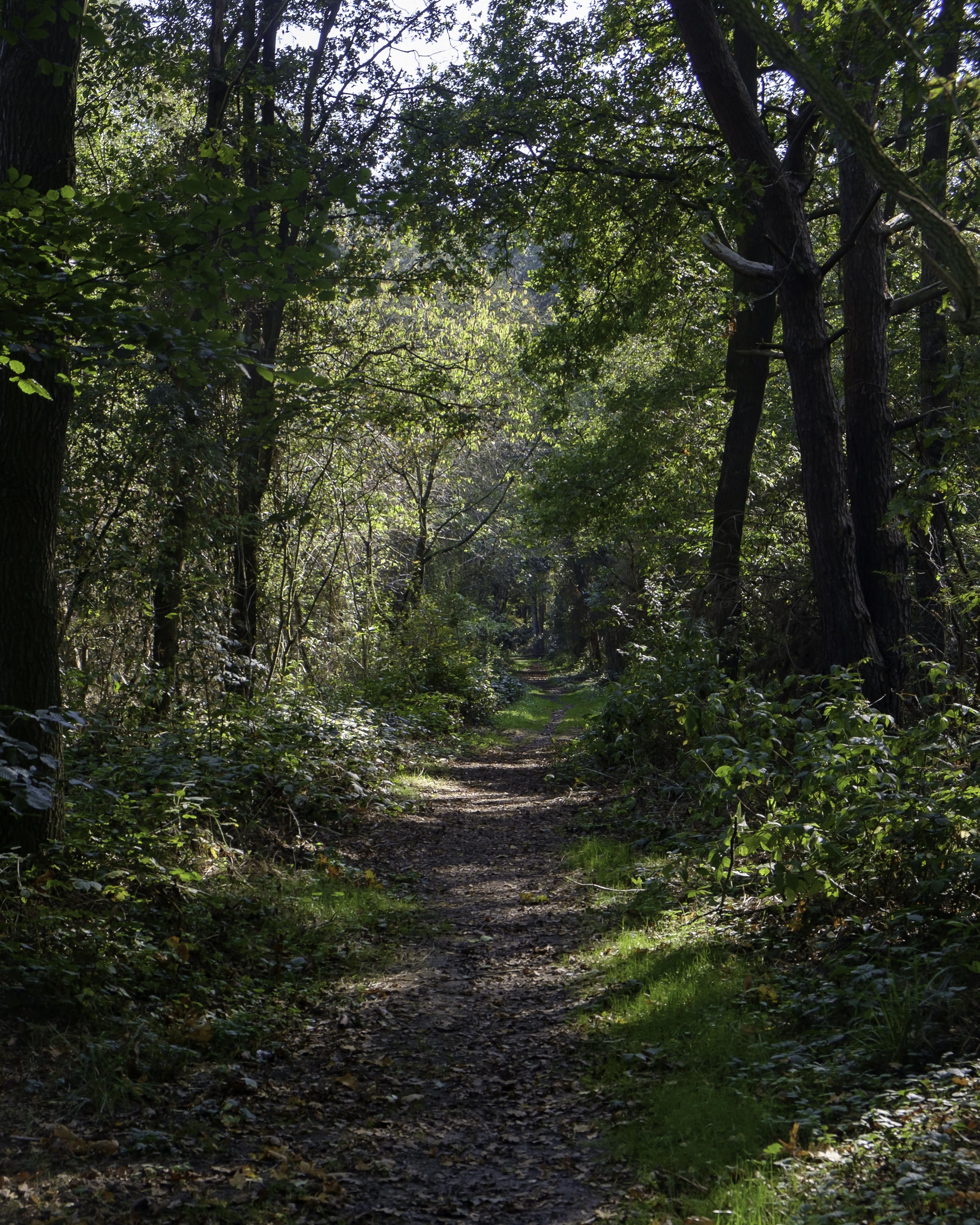
Noordlaarderbos
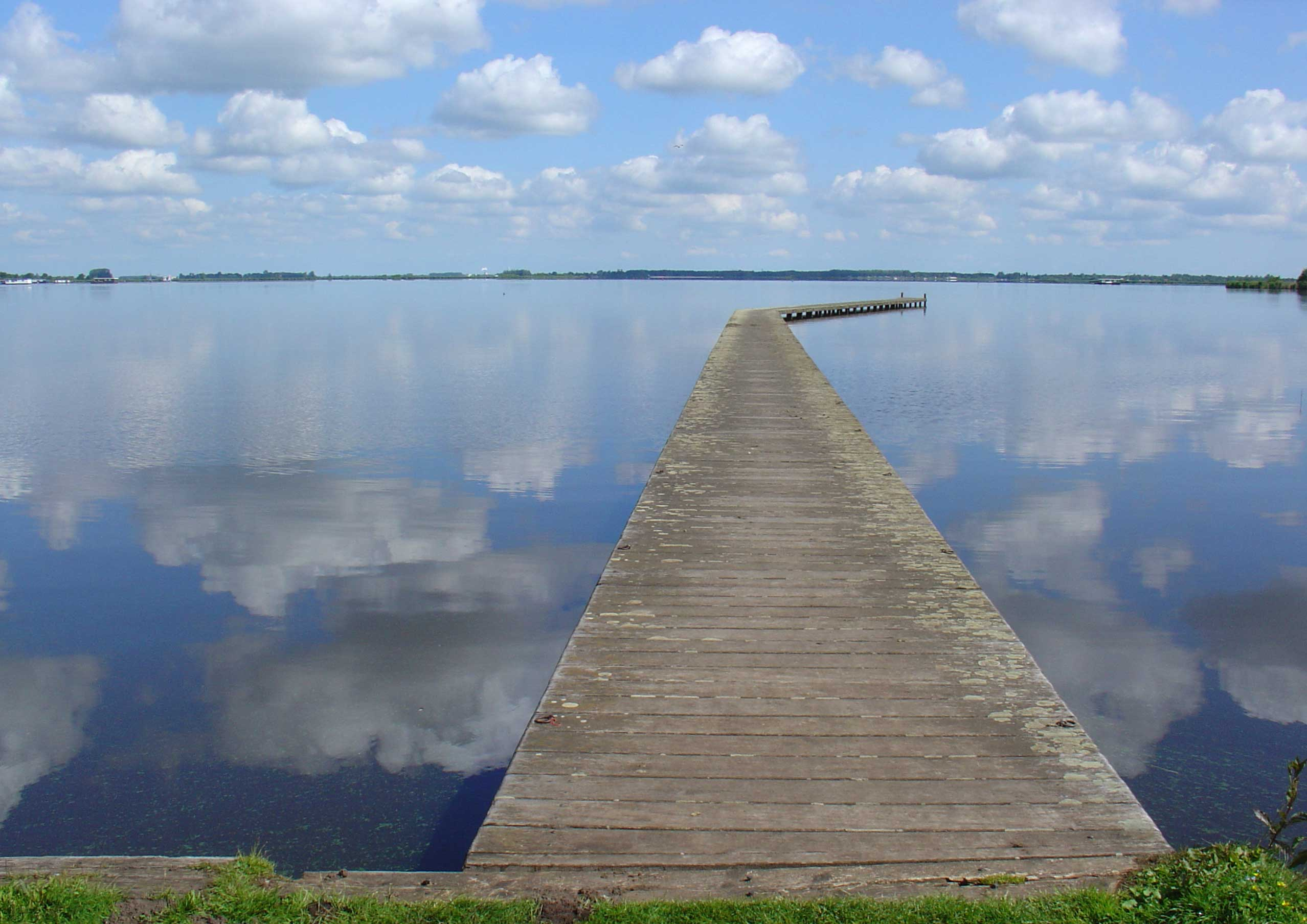
Zuidlaardermeer
Vlag van de provincie Groningen
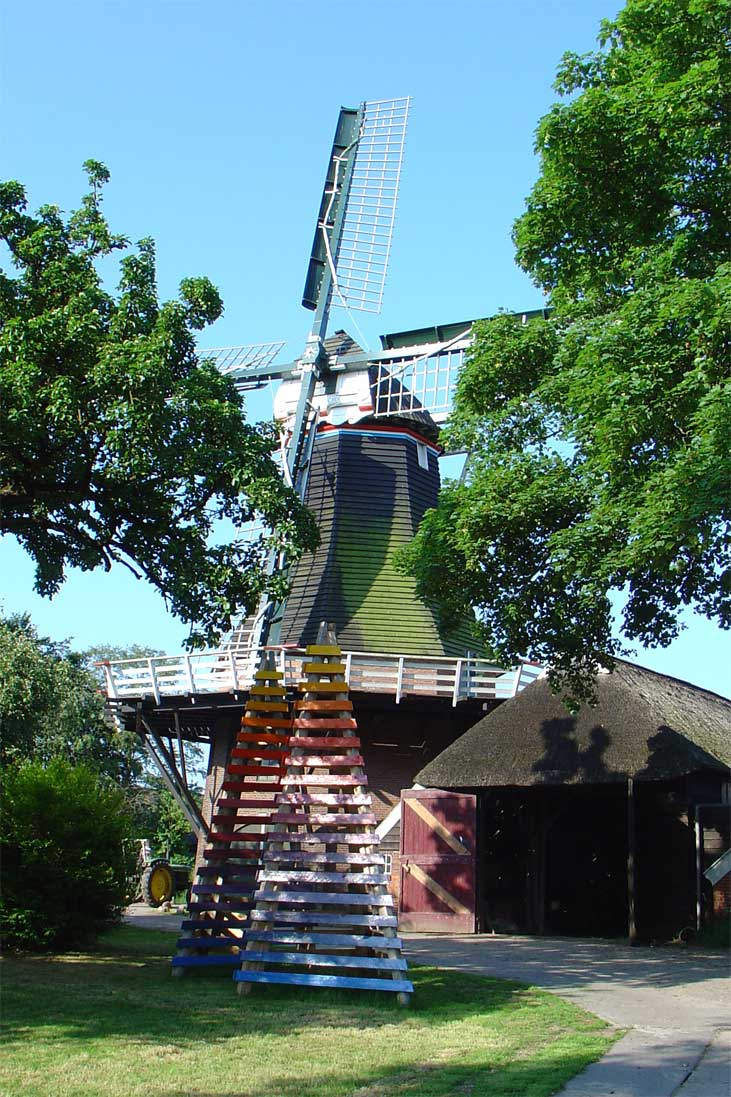
De Korenschoof
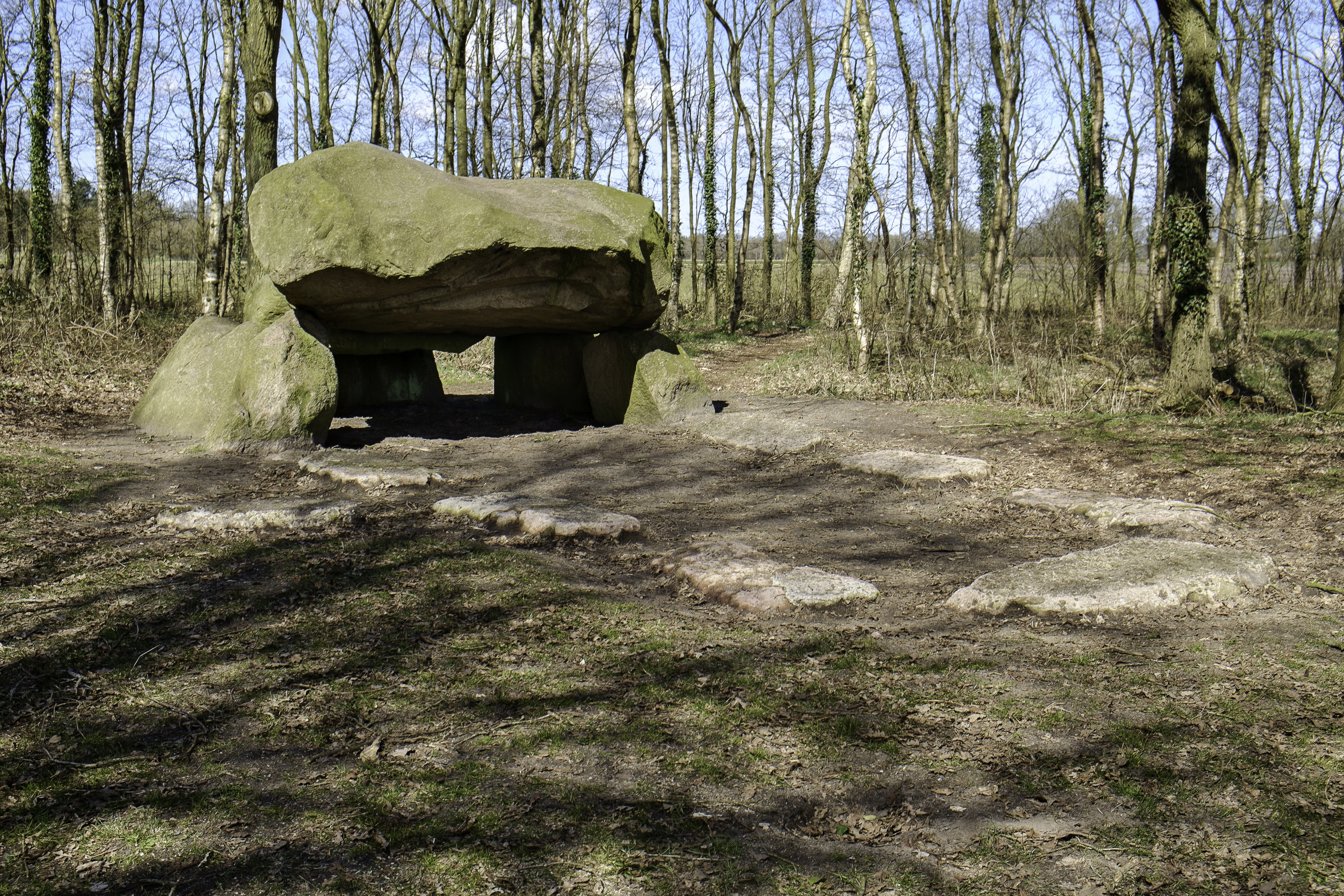
Hunebed G1
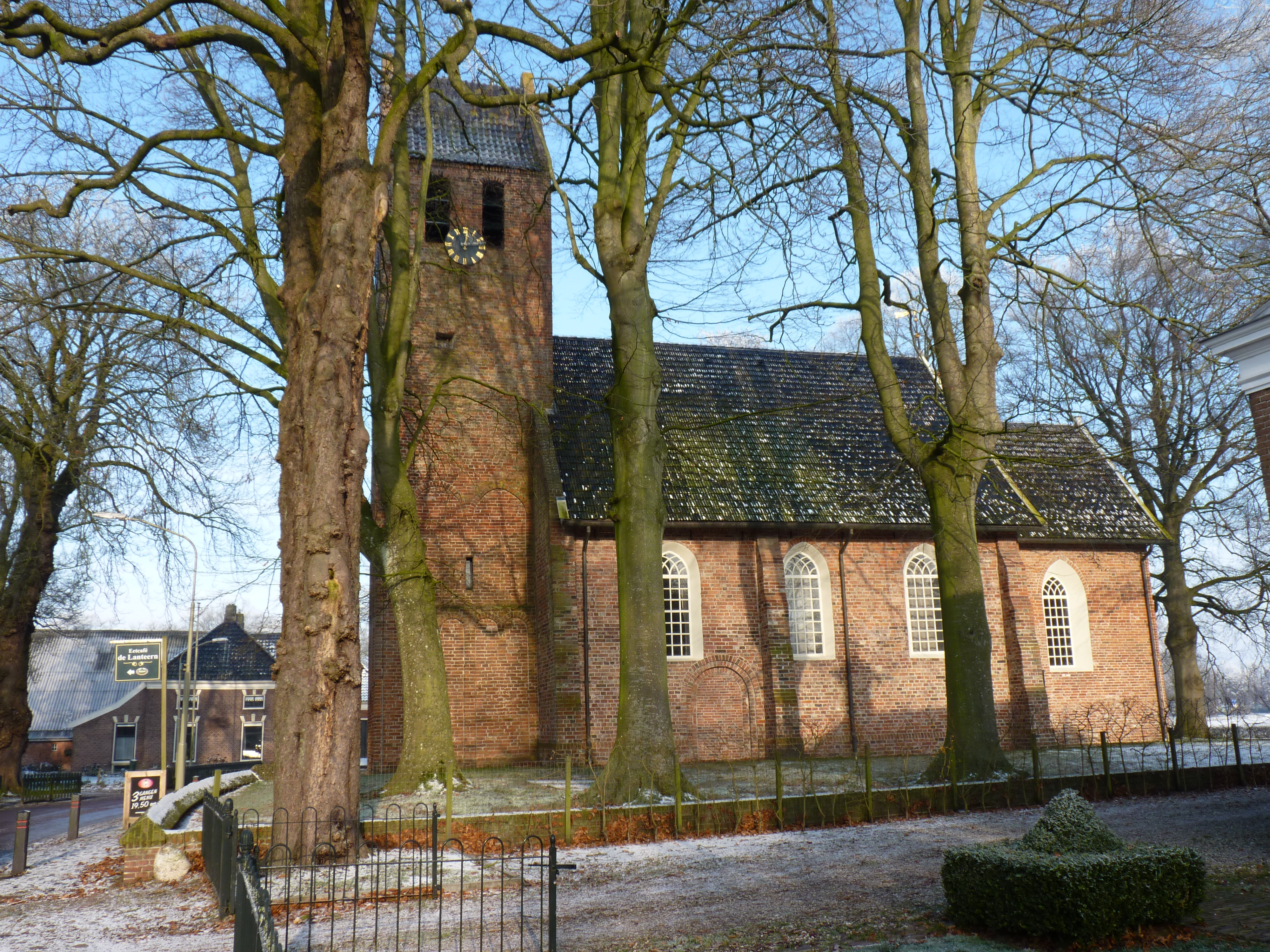
Bartholomeüskerk

Bierum
· Boerakker-Lucaswolde
· Bourtange
· De Wilp
· Drieborg
· Eenum
· Farmsum
· Garrelsweer
· Hellum
· Jonkersvaart
· Kiel-Windeweer
· Leens
· Leermens
· Losdorp
· Marum
· Middelstum
· Noordlaren
· Nuis-Niebert
· Oldekerk, Faan en Niekerk
· Onstwedde
· Schildwolde
· Spijk
· Stedum
· Wehe-den Hoorn
· 't Zandt
· Zevenhuizen
· Zijldijk